# Altes Rathaus (Bamberg)
Das Alte Rathaus in Bamberg ist eines der bedeutendsten Bauwerke, die die historische Innenstadt prägen. Es befindet sich zwischen Berg- und Inselstadt im linken Regnitzarm. Diese Lage …

„…markiert die alte Herrschaftsgrenze zwischen bischöflicher Berg- und bürgerlicher Inselstadt und zeigt deutlich das Machtstreben des Bamberger Bürgertums.“

Das Wahrzeichen ist in den Fluss Regnitz gebaut, Obere und Untere Brücke (ursprünglich eine Privatbrücke) führen von ihm weg. Im Inneren ist die zu den Museen der Stadt Bamberg gehörende Porzellansammlung Ludwig ausgestellt, eine der größten ihrer Art in Europa.

## Geschichte

Ansicht von 1906

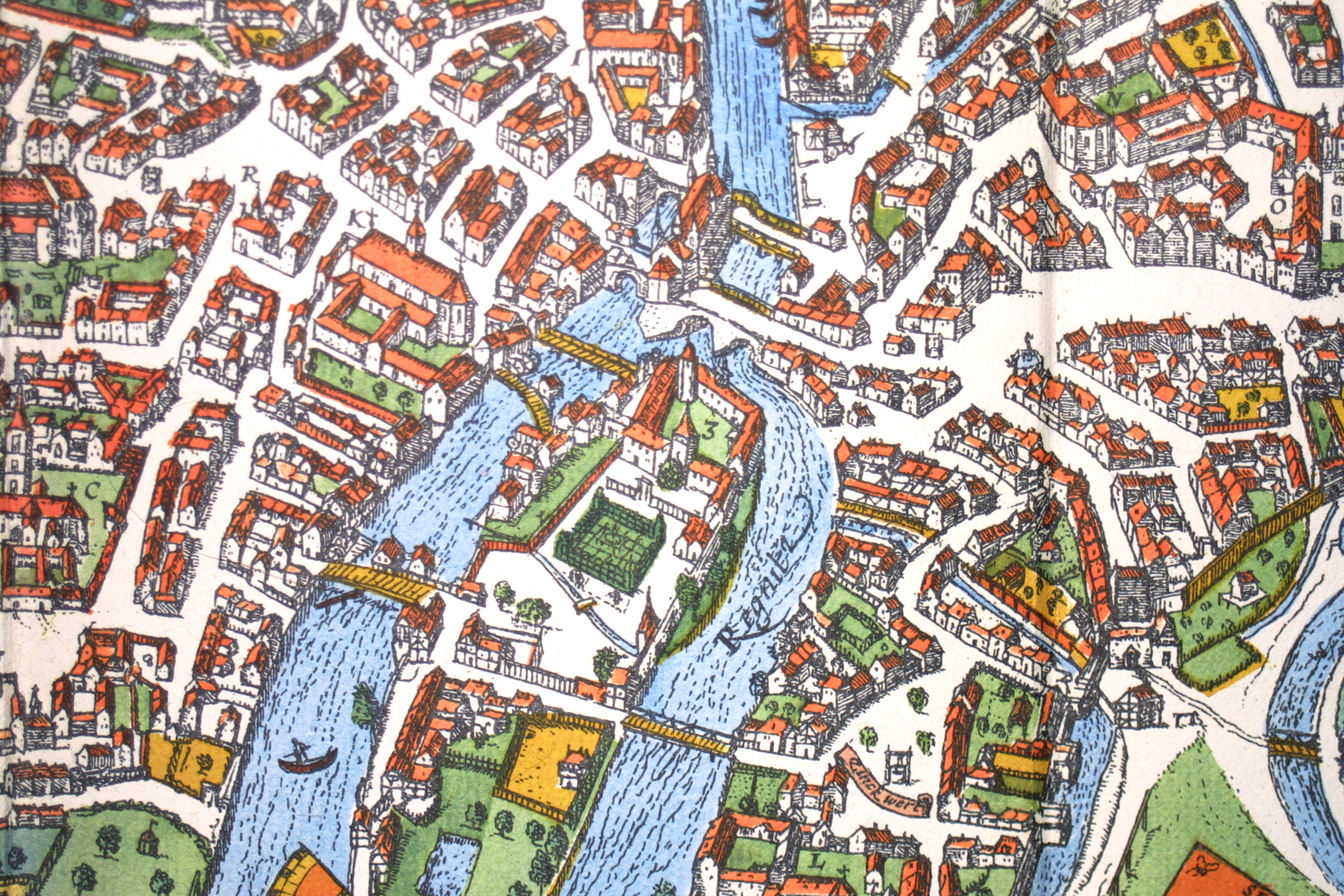
Das Alte Rathaus auf einer Karte von Georg Braun und Frans Hogenberg

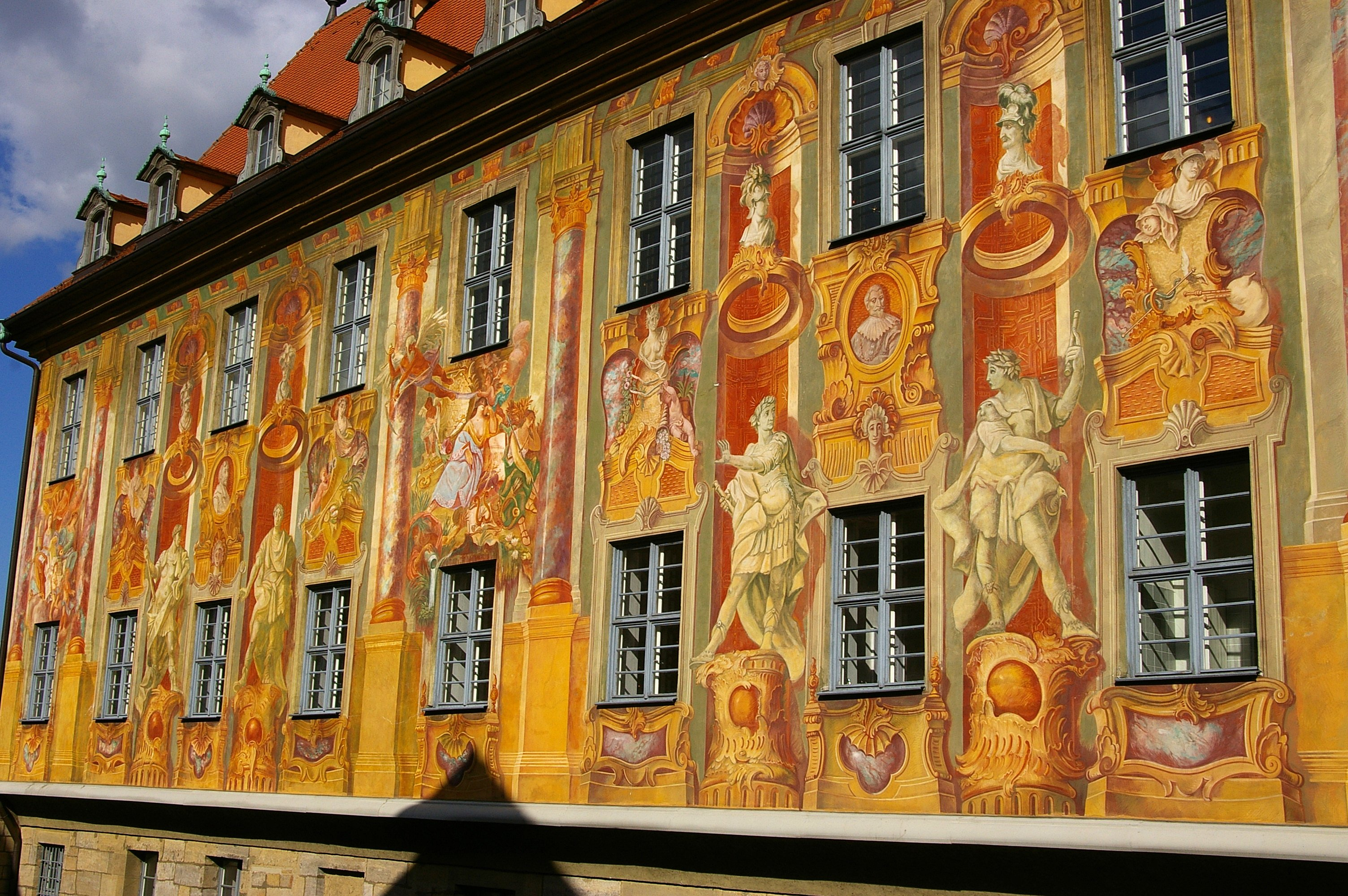
Fassade des Alten Rathauses (Neumalung von Anton Greiner um 1960)

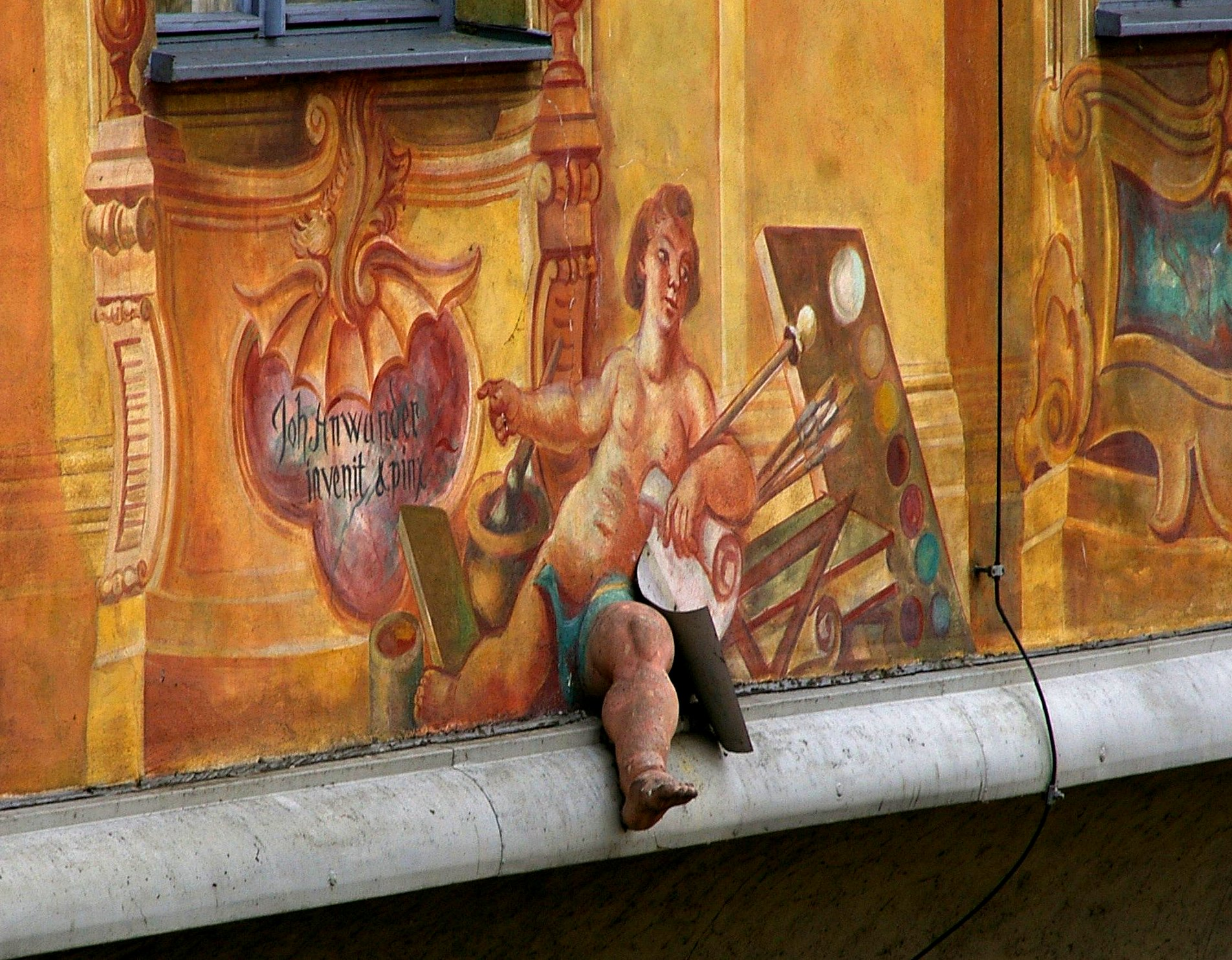
Fassadendetails: figürlich gestaltetes Bein eines Putto

1387 wurde das Rathaus erstmals erwähnt und in der Zeit zwischen 1461 und 1467 neu gebaut, sodass es die heutige Gestalt annahm. In dieser Bauphase wurde es hauptsächlich von der Gotik beeinflusst.
Johann Jakob Michael Küchel gestaltete das Rathaus in den Jahren 1744 bis 1756 im Stile des Barock und Rokoko um. Erwähnenswert sind die ursprünglich 1755 von Johann Anwander geschaffenen Fassadenmalereien, die vielfach restauriert wurden. Nachdem von diesen Bemalungen in den 1950er Jahren nicht mehr viel zu sehen war, wurde durch den Kunstmaler Anton Greiner in den Jahren 1959 bis 1962 eine Neubemalung vorgenommen. Beide Gebäudeseiten sind vollständig mit nachempfundenen allegorischen Szenen und architektonischen Details, der typischen Illusionsmalerei in dieser Zeit, verziert. Kleine, tatsächlich figürlich gestaltete Elemente an der östlichen Seite verstärken den räumlichen Eindruck. So kann bei genauerem Hinsehen ein figürlich gestaltetes Bein einer Putte entdeckt werden, welches aus dem Wandgemälde herausragt. Dadurch entsteht die Illusion einer mehrperspektivischen Figur. Die Rokokobalkons und Wappenreliefs stammen von Jos. Bonaventura Mutschele.
Das an den Brückenturm angebaute Fachwerkhaus, das Rottmeisterhäuschen, diente den Führern der Wachmannschaften als Unterkunft.
Das Deutsche Rote Kreuz wurde am 25. Januar 1921 im Rokokosaal gegründet. An die Gründung erinnert eine Gedenktafel im Durchgang des Alten Rathauses.

## Rokokosaal
Das Prunkstück des Alten Rathauses ist der im 18. Jahrhundert neugestaltete Rokokosaal im Nordteil des Obergeschosses. 1745 fertigte Franz Jakob Vogel (1698–1752) die Stuckarbeiten der Decke an. 1750 erhielt der Saal seine Schnitzereien, die Arbeit von Joseph Bonaventura Mutschele, einem Bildhauer aus Augsburg (1728–1778/1783). Die Schreinerarbeiten fertigte Joseph Fröschel, die Vergoldung nahm Anton Dambacher vor. In der Mitte der Decke ist in einem langgezogenen Vierpass die Sonne zu sehen. In den Ecken befindet sich je ein Putto. Die Allegorie zeigt sinnbildlich das Wasser, das Feuer, die Luft und die Erde. An den Seitenwänden befinden sich von Johann Anwander geschaffene Ölgemälde, die durch Beispiele aus dem Alten Testament die vier Grundtugenden Gerechtigkeit, Klugheit, Mäßigung und Tapferkeit darstellen. Sie sollten wohl eine moralische Ermahnung an die Ratsmitglieder sein. Der Rokokomaler Anwander schuf auch die Ölgemälde über den Türen. An der Nordwand hängen die Porträts von Kurfürst Maximilian IV. Joseph (ab 1806 erster König des Königreichs Bayern) und von dem letzten Bamberger Fürstbischof Franz Freiherr von Buseck. Der musste 1802 wegen der Säkularisation in Bayern abdanken. 1898 wurde ein Ofen aus Fayence-Keramik, mit einem Relief des Stadtritters, eingebaut. Über der Eingangstür des Vorraumes befindet sich eine Holztafel aus dem 15. Jahrhundert, die ein Rahmen mit vergoldeten Rocaille-Motiven schmückt. Darauf ein Spruch aus dem Sachsenspiegel des Eike von Repgow: „Ein man red/ein halbe red Man/sol sie verhoren bed“. Soll sagen, dass in einem Streitfall immer beide Seiten anzuhören sind.

## Sammlung Ludwig

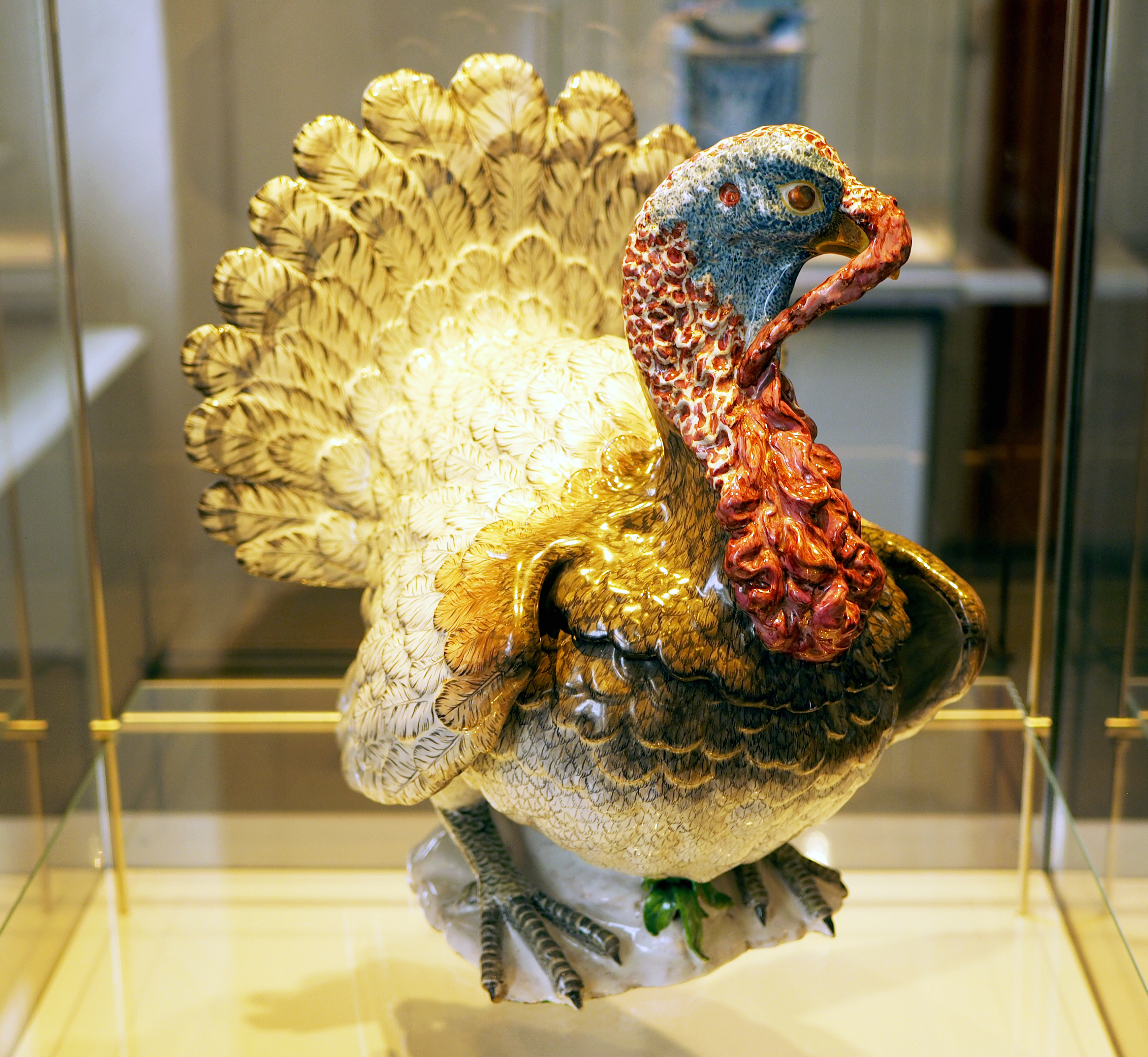
Seltene Terrine in Form eines Truthahns

Seit 1995 beherbergt das Alte Rathaus die größte private Porzellansammlung Europas und die größte Privatsammlung mit Straßburger Fayencen außerhalb Frankreichs.
Das Sammlerehepaar Peter und Irene Ludwig hat den Museen der Stadt Bamberg diese als Dauerleihgabe überlassen.

## Rezeption

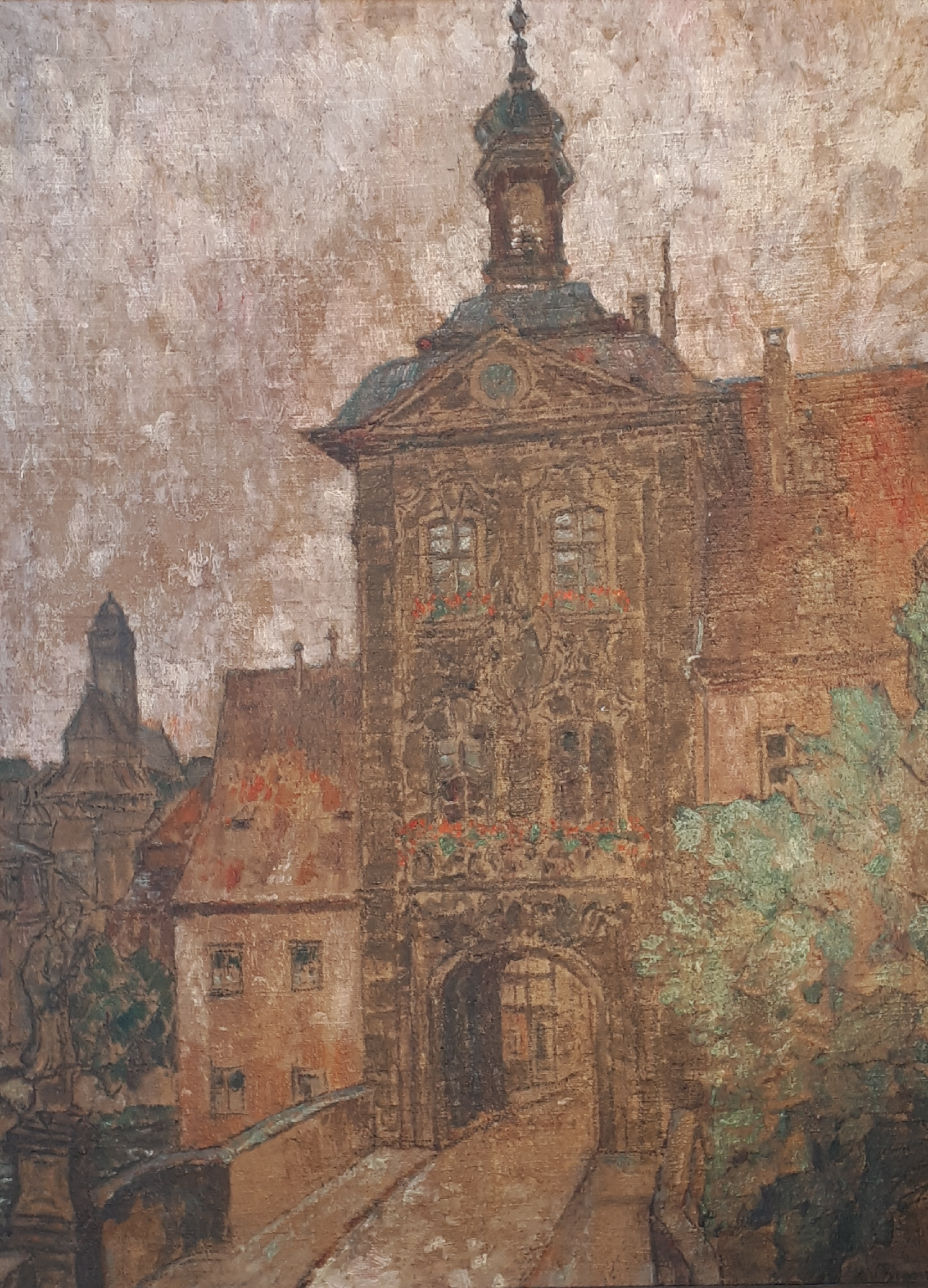
Das Rathaus auf einem Gemälde

### Sage
Der Bischof von Bamberg wollte den Bürgern für die Errichtung eines Rathauses nichts von seinem Grund und Boden abgeben. Daraufhin schlugen die listigen Bürger Pfähle in die Regnitz und schufen somit eine künstliche Insel, auf der sie ihr Rathaus bauten. Das ist aber faktisch falsch, denn die Grenze verlief unterhalb des Dombergs, heute noch sichtbar an einer Markierung an der Treppe am Katzenberg. Der Standort sollte wohl (eher wahrscheinlich) die beiden bürgerlichen Gebiete (Sandgebiet unterhalb der Domburg und die Inselstadt) miteinander verbinden.

### Malerei
Das Alte Rathaus ist als eines der ikonischen Wahrzeichen der Stadt Bamberg vielfach auf Gemälden verewigt. Unter anderem war es Motiv mehrerer Gemälde des Impressionisten August von Brandis.

## Denkmalschutz
Das Bauwerk ist ein Baudenkmal. Die Beschreibung lautet:

„Obere Brücke 1. Rathaus, Baugruppe auf einer Regnitzinsel, durch zwei Brücken mit den Ufern verbunden (vgl. Obere Brücke und Untere Brücke): über hohem Werksteinuntergeschoss zweigeschossiger Rathausbau, im Kern 1461-67, umgebaut 1619, 1744-56 umgestaltet, Fassadenmalerei, ursprünglich von Johann Anwander 1755, 1960 ff. rekonstruiert, Brückenturm um 1385 neu erbaut, 15. Jh. umgebaut und 1749-51 wohl von Martin Mayer um ein Geschoss mit Laternenhaube erhöht, reich mit Rocailleornamentik geschmückte Balkone und Wappen 1755/56 von Joseph Bonaventura Mutschele (1883/94 durch Kopien von Philipp Dorsch und Lorenz Kamm ersetzt), davor auf dem Eisbrecher der Oberen Brücke aufsitzendes Rottmeisterhäuschen, dreigeschossiger Fachwerkbau mit Satteldach, 1668. nachqualifiziert.“

## Ähnliche Bauten
Ähnlich wie das Brückenrathaus in Bamberg stellen das über einem ehemaligen Stadttor erbaute Rathaus zwischen den Städten in Warburg (Westfalen) sowie das über einen Bach erbaute Rathaus in Mühlhausen (Thüringen) gebaute politische Kompromisse zwischen zwei Gebietskörperschaften dar. In Bamberg wurde damit zwischen weltlichem und geistlichem Stadtgebiet vermittelt, in Mühlhausen zwischen unterschiedlichen Marktbereichen und in Warburg zwischen den beiden ehemals selbständigen Städten Warburg-Altstadt und Warburg-Neustadt, welche sich erst im Jahr 1436 zu einer Stadt vereinten.
Gedenktafel Claus Graf Schenk von Stauffenberg
Am alten Rathaus befindet sich eine Gedenktafel für Oberst i. G. und Widerstandskämpfer Stauffenberg, die von seinem Reiterregiment gestiftet wurde.